# Habenaria uncatiloba
Habenaria uncatiloba är en orkidéart som beskrevs av Charles Schweinfurth. Habenaria uncatiloba ingår i släktet Habenaria och familjen orkidéer.
Artens utbredningsområde är Peru. Inga underarter finns listade i Catalogue of Life.